# MBOAT1
MBOAT1 (англ. Membrane bound O-acyltransferase domain containing 1) – білок, який кодується однойменним геном, розташованим у людей на 6-й хромосомі. Довжина поліпептидного ланцюга білка становить 495 амінокислот, а молекулярна маса — 56 557.
| 10         |  | 20         |  | 30         |  | 40         |  | 50         |
| ---------- |  | ---------- |  | ---------- |  | ---------- |  | ---------- |
| MAAEPQPSSL |  | SYRTTGSTYL |  | HPLSELLGIP |  | LDQVNFVVCQ |  | LVALFAAFWF |
| RIYLRPGTTS |  | SDVRHAVATI |  | FGIYFVIFCF |  | GWYSVHLFVL |  | VLMCYAIMVT |
| ASVSNIHRYS |  | FFVAMGYLTI |  | CHISRIYIFH |  | YGILTTDFSG |  | PLMIVTQKIT |
| TLAFQVHDGL |  | GRRAEDLSAE |  | QHRLAIKVKP |  | SFLEYLSYLL |  | NFMSVIAGPC |
| NNFKDYIAFI |  | EGKHIHMKLL |  | EVNWKRKGFH |  | SLPEPSPTGA |  | VIHKLGITLV |
| SLLLFLTLTK |  | TFPVTCLVDD |  | WFVHKASFPA |  | RLCYLYVVMQ |  | ASKPKYYFAW |
| TLADAVNNAA |  | GFGFSGVDKN |  | GNFCWDLLSN |  | LNIWKIETAT |  | SFKMYLENWN |
| IQTATWLKCV |  | CYQRVPWYPT |  | VLTFILSALW |  | HGVYPGYYFT |  | FLTGILVTLA |
| ARAVRNNYRH |  | YFLSSRALKA |  | VYDAGTWAVT |  | QLAVSYTVAP |  | FVMLAVEPTI |
| SLYKSMYFYL |  | HIISLLIILF |  | LPMKPQAHTQ |  | RRPQTLNSIN |  | KRKTD      |

A: Аланін

C: Цистеїн

D: Аспарагінова кислота

E: Глутамінова кислота

F: Фенілаланін

G: Гліцин

H: Гістидин

I: Ізолейцин

K: Лізин

L: Лейцин

M: Метіонін

N: Аспарагін

P: Пролін

Q: Глутамін

R: Аргінін

S: Серин

T: Треонін

V: Валін

W: Триптофан

Кодований геном білок за функціями належить до трансфераз, ацилтрансфераз, фосфопротеїнів. Задіяний у таких біологічних процесах, як метаболізм ліпідів, біосинтез ліпідів, альтернативний сплайсинг. Локалізований у мембрані.